# Meiostemon
Meiostemon es un género de plantas con flores en la familia Combretaceae con dos especies.

## Taxonomía
El género fue descrito por  Exell & Stace y publicado en Boletim da Sociedade Broteriana, sér. 2 40: 18. 1966. La especie tipo es: Meiostemon tetrandrus (Exell) Exell & Stace

## Especies aceptadas
A continuación se brinda un listado de las especies del género Meiostemon aceptadas hasta julio de 2011, ordenadas alfabéticamente. Para cada una se indica el nombre binomial seguido del autor, abreviado según las convenciones y usos. 
- Meiostemon humbertii (H.Perrier) Exell & Stace
- Meiostemon tetrandrus (Exell) Exell & Stace